# Wijnhoffella alexandrinensis
Wijnhoffella alexandrinensis är en djurart som tillhör fylumet slemmaskar, och som beskrevs av Friedrich 1940. Wijnhoffella alexandrinensis ingår i släktet Wijnhoffella och familjen Drepanophoridae. Inga underarter finns listade i Catalogue of Life.